# Dante Delgado
Dante Alfonso Delgado Rannauro (Alvarado, Veracruz; 23 de diciembre de 1950) es un abogado, diplomático y político mexicano. Fue gobernador interino de Veracruz, Embajador de México ante Italia, ex coordinador nacional de Movimiento Ciudadano (antes Convergencia) de 2018 a 2024 fue coordinador de bancada de ese partido en la Cámara de Senadores de México.

## Biografía
Es originario de Alvarado, Veracruz, abogado egresado de la Facultad de Derecho de la Universidad Veracruzana.

## Carrera política
Inició su carrera política como miembro del Partido Revolucionario Institucional donde fue secretario de Organización del Comité Ejecutivo Nacional y presidente del Comité Directivo Estatal en Veracruz. Fue subsecretario de Gobierno (1983-1985) y secretario general de Gobierno del Estado de Veracruz (1986-1988).
Entre los cargos públicos que ha desempeñado se destacan como coordinador de la Comisión para el Bienestar Social y Desarrollo Económico Sustentable para el Estado de Chiapas en 1995, procurador agrario de 1994 a 1995, embajador de México en Italia y representante permanente ante la Organización de las Naciones Unidas para la Agricultura y la Alimentación (FAO) de 1993 a 1994.
Fue gobernador del Estado de Veracruz esto en calidad de Interino durante el cuatrienio 1988 a 1992. Antes de ser designado gobernador se desempeñó como secretario general del Gobierno del Estado de Veracruz. Durante los dos primeros años del sexenio 1986 a 1988, para posteriormente ser designado Gobernador por el H.Congreso del Estado de Verácruz, esto en virtud de la licencia que le fue otorgada al entonces Gobernador Constitucional Fernando Gutiérrez Barrios esto con la finalidad de pasar a desempeñarse como Secretario De Gobernación en la entonces Nueva Administración Federal que encabezaria Carlos Salinas de Gortari. A partir del primer minuto del 1 de diciembre de 1988 és se convirtió en diputado federal en la LIII Legislatura, Subsecretario de Gobierno del Estado de Veracruz de 1983 a 1985, delegado general de la Secretaría de Educación Pública en los estados de Yucatán, Oaxaca y Veracruz de 1979 a 1983.
Fue coordinador general del Partido Convergencia Democrática de 1999 hasta febrero de 2006, cuando fue elegido presidente del Consejo Nacional de Convergencia.
En julio de 2006, fue electo senador de mayoría por el estado de Veracruz, presidente del Consejo Nacional y coordinador del Grupo Parlamentario de Convergencia en la LXI Legislatura del Senado de la República.
A partir de 2012 funge como Coordinador Nacional de la Comisión Operativa Nacional de Movimiento Ciudadano y desde el inicio de la LXIV legislatura del Senado de la República fue nombrado Coordinador de la Fracción Parlamentaria de Movimiento Ciudadano.

### Gobernador interino de Veracruz
Logró ser Gobernador interino del estado de Veracruz de 1988 a 1992 a la renuncia de Fernando Gutiérrez Barrios por la invitación que el entonces Presidente Carlos Salinas de Gortari le hizo al antiguo jefe de la Dirección Federal de Seguridad, como Secretario de Gobernación.

### Candidato a gobernador
En 2004 y 2010 fue candidato a la gubernatura del Estado de Veracruz por la coalición de los partidos PRD, PT y Convergencia, elecciones que perdió y en las cuales denunció irregularidades e ilícitos por parte del gobierno estatal priista.

### Renuncia al PRI
En 1995 renunció a su militancia del PRI, en donde desempeñó cargos como: presidente del comité directivo estatal en Veracruz, secretario de organización, Delegado del Instituto Nacional de la Juventud Mexicana en Veracruz, diputado e incluso gobernador interino por cuatro años.
Un año después de su salida, Dante Delgado Rannauro fundaría el Partido Convergencia, con miras a participar en las contiendas electorales de 1997.

### Fundación de Convergencia
Fundó el partido Convergencia en 1997, del cual fue presidente nacional desde 1999 hasta 2006, cuando pasó a ser el presidente de su consejo nacional
El 2 de julio de 2006 fue elegido como primer senador por mayoría de la República Mexicana por el partido Convergencia, con más de un millón de votos, representando al estado de Veracruz.
Luego de la creación del partido Movimiento Ciudadano fue elegido su coordinador nacional en sustitución de Luis Walton.

### Procesos judiciales
Dante Delgado fue procesado penalmente en 1994 por desvío de fondos por 450 millones de pesos, pasó el total de un año y tres meses encarcelado en las instalaciones del penal de Pacho Viejo en Coatepec, Veracruz.
En 2016, el Noveno Tribunal Colegiado en Materia Administrativa ordenó al Tribunal Federal de Justicia Fiscal y Administrativa, indemnizar por daño moral a Dante Delgado por cerca de un millón 100 mil pesos, debido a que la Secretaría de la Función Pública fue omisa en retirar de su sitio web, entre 2005 y 2010, dos inhabilitaciones contra Delgado impuestas en la década de los años 90, que habían sido anuladas judicialmente.